# Liste der Ehrenbürger von Homburg
Das Ehrenbürgerrecht ist die höchste Ehrung der saarländischen Kreisstadt Homburg.
Seit 1895 wurde folgenden elf Personen diese Ehrung zuteil.
Hinweis: Die Auflistung erfolgt chronologisch nach Datum der Zuerkennung.

## Die Ehrenbürger der Stadt Homburg

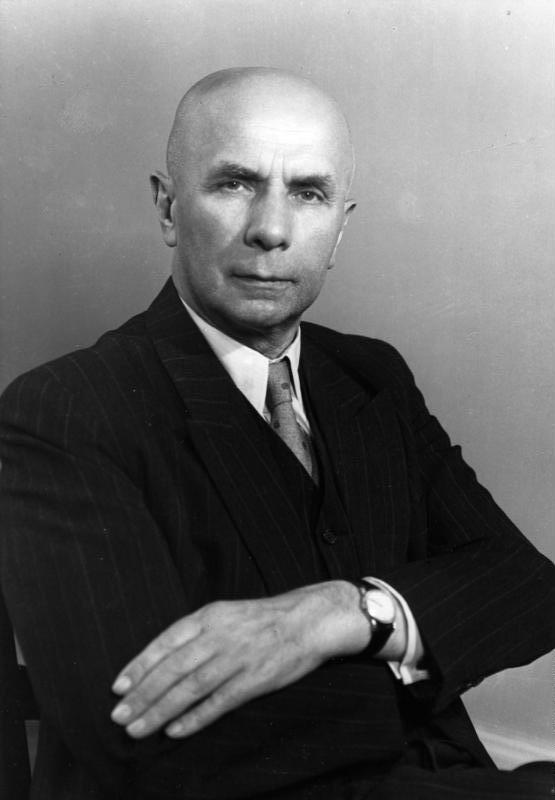
Jakob Kaiser

1. Otto von Bismarck (* 1. April 1815 in Schönhausen (Elbe); † 30. Juli 1898 in Friedrichsruh)
deutscher Reichskanzler
Verleihung am 1. April 1895
Bismarck wurde anlässlich seines 80. Geburtstages 1895 für die Verdienste um Deutschland ausgezeichnet.
2. Wilhelm Spöhrer  (* 1837 in Speyer; † 7. April 1917 in München)
Bezirksamtmann und Regierungsrat
Verleihung am 6. Oktober 1901
Spöhrer wurde anlässlich seines 70. Geburtstages für seine besonderen Verdienste um die Stadt Homburg zum Ehrenbürger ernannt.
3. Christian Weber († 21. November 1939 in Homburg)[1]
Gründer der Karlsberg Brauerei
Verleihung am 4. Februar 1935
Die Ehrenbürgerschaft wurde dem Unternehmer anlässlich seines 95. Geburtstages verliehen. Anerkannt wurden damit seine Verdienste um die Entwicklung der Stadt.
4. Oscar Orth (* 15. Juni 1876 in Ensheim; † 19. August 1958 ebenda)
Leiter des Landeskrankenhauses
Verleihung am 21. Dezember 1947
Professor Orth wurde bei seiner Versetzung in den Ruhestand für die großen Verdienste während seiner 25-jährigen Tätigkeit als Leiter des Landeskrankenhauses in Homburg und für seinen hervorragenden chirurgischen Einsatz für die gesamte Bevölkerung der Stadt und weit darüber hinaus geehrt.
5. Jakob Kaiser (* 8. Februar 1888 in Hammelburg; † 7. Mai 1961 in Berlin)
Bundesminister a. D.
Verleihung am 4. Juni 1958
Im Rahmen der 400-Jahr-Feier der Stadt wurde der ehemalige Bundesminister für Gesamtdeutsche Fragen zum Ehrenbürger ernannt. Die Stadt dankte ihm damit für seinen aufopferungsvollen, unermüdlichen Einsatz für die Wiedervereinigung des Saarlandes mit dem deutschen Mutterland.
6. Adolf Niedhammer (* 26. April 1878 in Blieskastel; † 17. Februar 1964 in Neustadt an der Weinstraße)
Bezirksamtmann a. D.
Verleihung am 4. Juni 1958
Niedhammer war von 1920 bis 1935 Bezirksamtmann in Homburg. Die Ehrenbürgerschaft als Dank für seine langjährigen Bemühungen, außerordentlichen Verdienste und sein unermüdliches Eintreten für das Wohl der Stadt und ihrer Bevölkerung wurde ihm ebenfalls im Rahmen der 400-Jahr-Feier der Stadt verliehen.
7. Carl Erich Alken (* 12. Oktober 1909 in Hönningen; † 21. Dezember 1986 in Homburg)
Mediziner
Verleihung am 25. September 1979
Alken war Ordinarius für Urologie an der Universität des Saarlandes. Zu seinem 70. Geburtstag wurde er in Anerkennung seiner großen Verdienste um die Universität und die Stadt Homburg geehrt.
8. Paul Weber (* 16. Dezember 1915 in Homburg; † 23. Oktober 1994 in Bruchhof-Sanddorf)
Geschäftsführer der Karlsberg Brauerei
Verleihung 1980
Mit der Verleihung der Ehrenbürgerschaft aus Anlass seines 65. Geburtstages wurden seine großen Verdienste um seine Heimatstadt Homburg im kulturellen, historischen und wirtschaftlichen Bereich anerkannt.
9. Reiner Ulmcke (* 26. März 1937 in Saarlouis)
Oberbürgermeister a. D.
Verleihung am 26. März 2007
Ulmcke war von 1977 bis 2002 Oberbürgermeister der Stadt Homburg. In Anerkennung seiner hohen Verdienste um die Arbeitsplätze, die Infrastruktur und die Geschichte seiner Heimatstadt bekam er anlässlich seines 70. Geburtstages die Ehrenbürgerschaft verliehen.
10. Schwester Genovefa, bürgerlich Gertrud Müller (* 1935;† 23. Mai 2020 in Mallersdorf-Pfaffenberg)[2]
Mallersdorfer Schwester
Verleihung am 21. Mai 2017
Schwester Genovefa wirkte ab 1960 als Kindergärtnerin in Homburg. Sie erhielt die Ehrenbürgerschaft als Würdigung für ihre Verdienste in der Förderung der Kinder, nachdem sie Ende 2016 in den Ruhestand trat und somit Homburg verlassen musste, um in das Mutterhaus ihres Ordens zurückzukehren.
11. Schwester Wolislava, bürgerlich Johanna Ostner (* 1935)
Mallersdorfer Schwester
Verleihung am 21. Mai 2017
Schwester Wolislava wirkte in der Kranken- und Sterbendenpflege. Gemeinsam mit Schwester Genovefa wurde ihr für ihre besonderen Verdienste in diesem Bereich die Ehrenbürgerschaft verliehen, nachdem auch sie den Ruhestand in ihrem Mutterhaus antreten musste.